# Diòcesi de Ciudad Real
La Diòcesi de Ciudad Real (llatí Diœcesis Civitatis Regalensis) és una diòcesi espanyola erigida el 4 de febrer de 1980 pel papa Joan Pau II sobre l'antiga prelatura creada el 18 de novembre de 1875 per Lleó XIII.
Té la seu a la Santa Església Prioral Basílica Catedral dels Ordes militars de Nuestra Señora del Prado de Ciudad Real.

## Territori

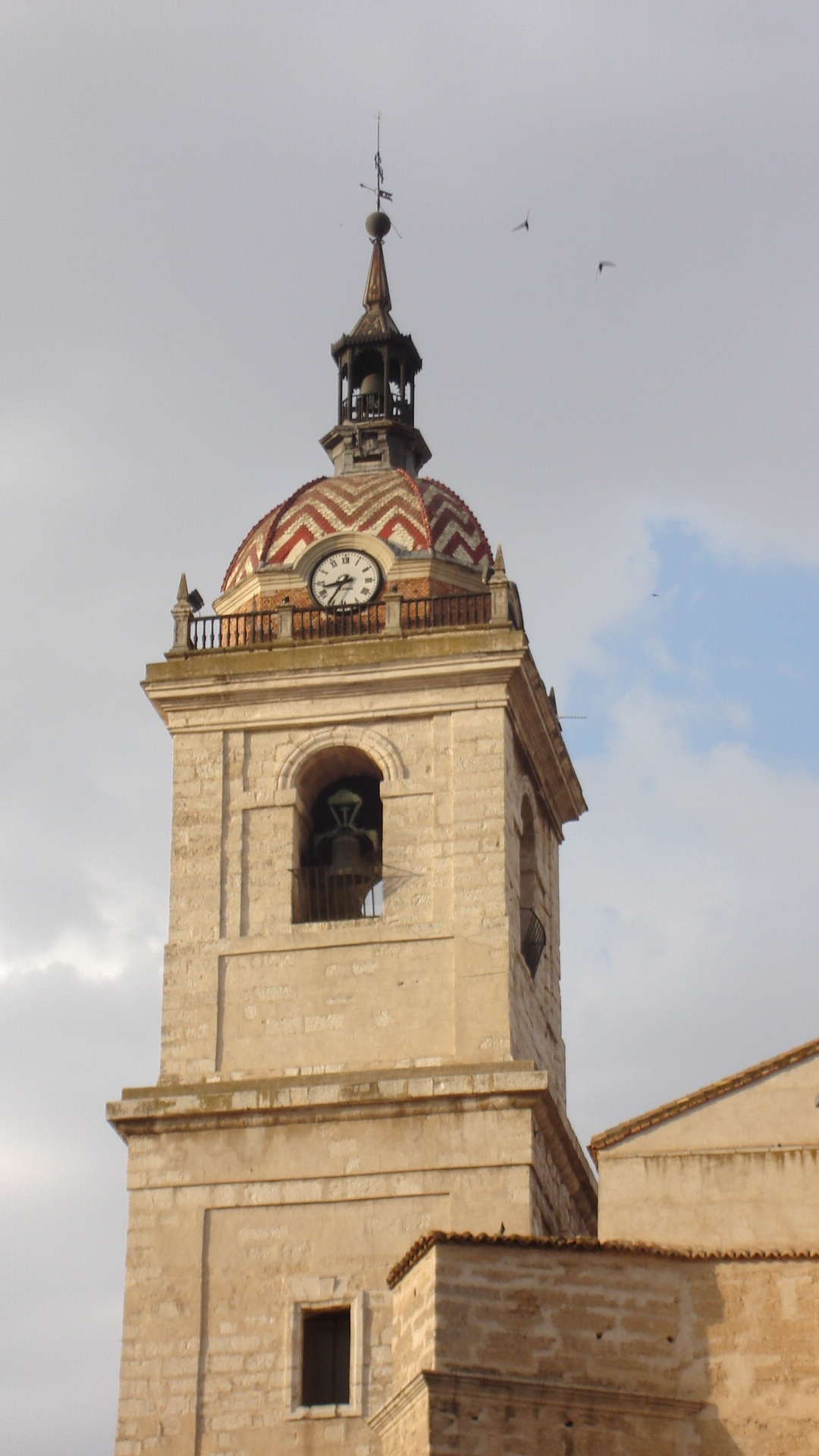
Catedral de Ciudad Real, torre del

El territori de la diòcesi coincideix amb el de la província de Ciudad Real. Es va crear sobre la base de territoris dependents de l'arxidiòcesi de Toledo i dels Ordes Militars de Calatrava, Sant Joan i Sant Jaume. Per aquesta raó el bisbe de Ciudad Real ostenta el títol de prior dels Ordes militars.

## Història
El 18 de novembre de 1875 es va establir per la butlla Ad Apostolicam la jurisdicció exempta mitjançant la formació d'un «vedat rodó» en el qual se substitueixen totes les jurisdiccions disperses corresponents al Consell de les Ordes que va emmarcar-les com a nova diòcesi-priorat dels Ordes Militars a la província de Ciudad Real.

### Diòcesi-Priorat
Tradicionalment havia tingut la condició de Priorat dels Ordes militars, dissoltes el 29 d'abril de 1931. Fins a la creació del títol de bisbe de Ciudad Real el 1980, els titulars de la diòcesi rebien el títol de «Bisbes de Dora».
El prior dels Ordes Militars estava revestit de la dignitat episcopal amb la particularitat d'exercir el seu ministeri episcopal sense estar subjecte a cap arquebisbe metropolità, depenent directament del papa: vere et propie nullius dioecesis.
Els bisbes-priors eren vestits, armats i croats, previ expedient informatiu, cavallers d'una de les quatre Ordes Militars. Així va succeir fins a 1943.
El 1931 la diòcesi-priorat comprenia 131 parròquies i més de 150 ermites o santuaris. El clergat diocesà estava compost per 276 sacerdots i 128 seminaristes. Les ordres masculines només comptaven amb 84 monjos, mentre que les femenines agrupaven 576 monges.

### Persecució religiosa

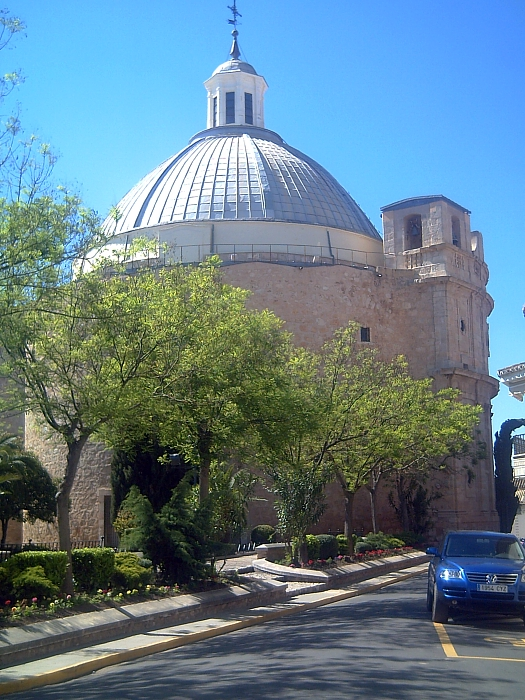
Ermita Stmo. Cristo de la Misericordia, Miguelturra

Van ser víctimes de la persecució religiosa durant la Guerra Civil Espanyola quatre de cada deu sacerdots d'aquesta diòcesi, que van ser assassinats, entre ells el bisbe-prior Narciso de Esténaga, membre de la Reial Acadèmia de la Història i també de la Reial Acadèmia de Belles Arts de Sant Ferran.
Ciudad Real no es va sumar al pronunciament que dona lloc a la Guerra Civil i els temples van romandre oberts fins al 25 de juliol de 1936 quan la Guàrdia Civil abandona la ciutat per reforçar la defensa de Madrid. A primers d'agost es generalitzen episodis de violència anticlerical, i el bisbe-prior va ser assassinat el dia 22 d'agost a la localitat de Peralvillo.
El 24 de juliol a l'estació de Fernán Caballero catorze religiosos claretians, procedents de Ciudad Real van ser llançats a l'andana i tirotejats públicament fins a morir. Els noms dels 14 màrtirs claretians són: Tomás Cordero, Claudio López, Ángel López, Primitivo Berrocoso, Antonio Lasa, Vicente Robles, Melecio Pardo, Antonio María Orrego, Otilio del Amo, Cándido Catalán, Ángel Pérez, Abelardo García, Gabriel Barriopedro i Jesús Aníbal Gómez, aquest últim de nacionalitat colombiana. A ells cal afegir el Germà Felipe González, que va ser martiritzat també a Fernán Caballero, a la porta del cementiri, el 2 d'octubre de 1936.
El 30 de juliol a l'estació de Miguelturra una patrulla de joves llibertaris va crivellar a trets tres dominics i un franciscà, pare Felipe Perea Santos, procedents d'Almagro.
El 27 de juliol a Alcázar de San Juan un grup de tretze religiosos de diverses ordres, entre els quals es trobava el franciscà Martín Gómez de Lázaro y Pérez van ser assassinats a les mans de milicians de poblacions veïnes.
Tots els Germans de les Escoles Cristianes del col·legi de Santa Cruz de Mudela, juntament amb tres sacerdots i 19 seglars, van ser traslladats el 18 d'agost a Valdepeñas on van ser afusellats.
El seu superior era Remigio Ángel Olalla Llogaret.

## Episcopologi
| Des de | fins a     | Nom                                  | Nascut a | Mort a | Professava         |
| ------ | ---------- | ------------------------------------ | -------- | ------ | ------------------ |
| 1876   | 1882       | Victoriano Guisasola y Rodríguez     | 1821     | 1888   | Orde de Sant Jaume |
| 1882   | 1884       | Antonio María Cascajares y Azara     | 1834     | 1901   | Orde de Calatrava  |
| 1886   | 1898       | José María Rancés y Villanueva       | 1842     | 1917   | Orde de Sant Jaume |
| 1898   | 1904       | Casimiro Piñera y Naredo             | 1837     | 1904   | Orde de Montesa    |
| 1905   | 1914       | Remigio Gandásegui y Gorrochátegui   | 1871     | 1937   | Orde de Calatrava  |
| 1914   | 1922       | Francisco Javier de Irastorza Loinaz | 1875     | 1943   | Orde de Montesa    |
| 1922   | 1936       | Narciso de Esténaga Echevarría       | 1882     | 1936   | Orde de Sant Jaume |
| 1942   | 1954       | Emeterio Echeverría Barrena          | 1880     | 1954   |                    |
| 1955   | 1976       | Juan Hervás Benet                    | 1905     | 1982   |                    |
| 1976   | 2003       | Rafael Torija de la Fuente           | 1927     |        |                    |
| 2003   | Actualidad | Antonio Ángel Algora Hernando        | 1940     |        |                    |